# La Flagellation du Christ (Le Caravage)
Pour les articles homonymes, voir La Flagellation du Christ.
La Flagellation du Christ (en italien : Flagellazione di Cristo) est une peinture à l'huile sur toile du peintre italien Le Caravage, peint probablement en 1607 et conservé au musée de Capodimonte de Naples en Italie. Le même sujet est représenté dans le tableau Le Christ à la colonne (1607) conservé au musée des Beaux-Arts de Rouen.
Elle est considérée comme l'une des œuvres les plus significatives de la maturité du peintre lombard.

## Histoire

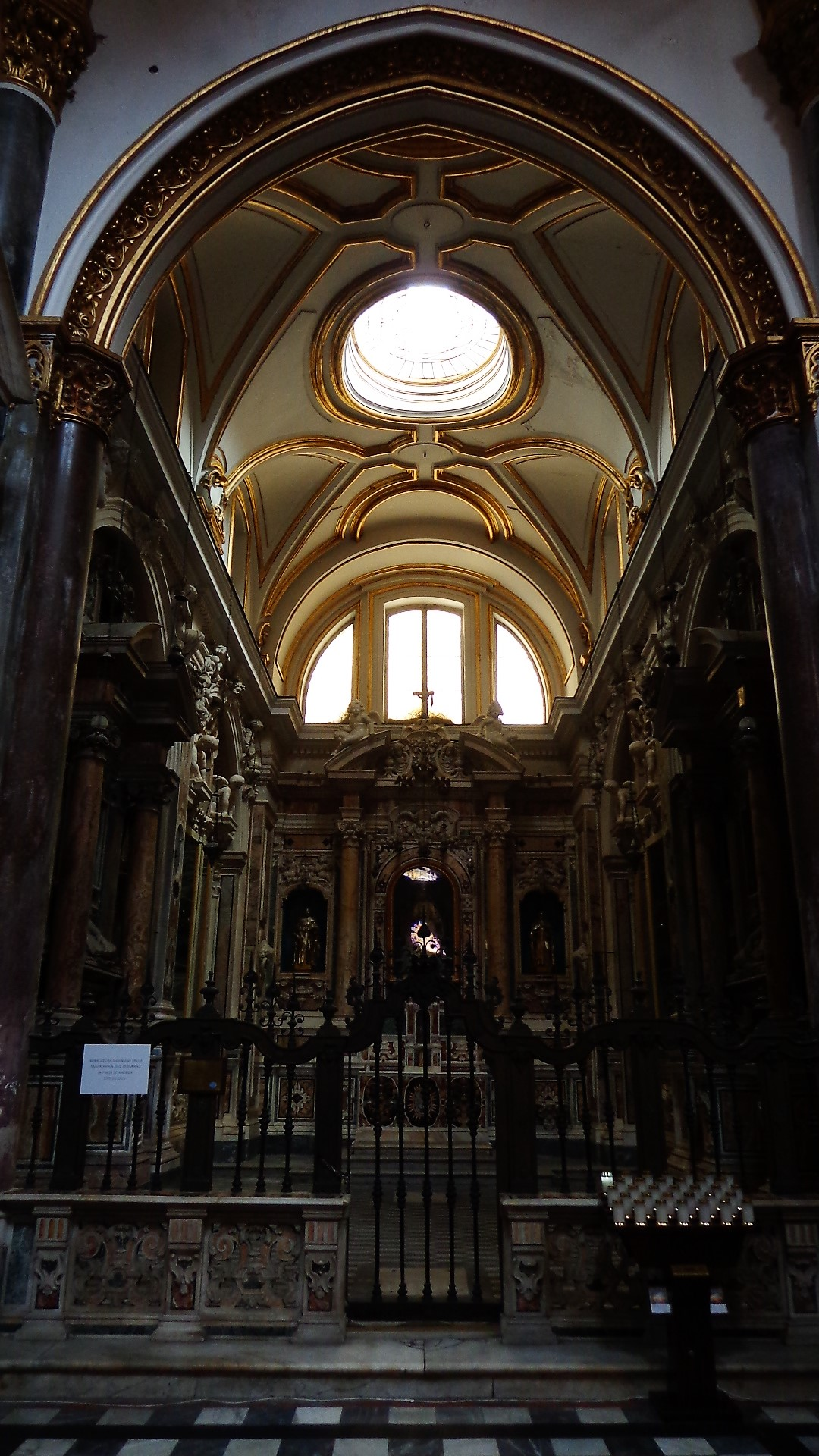
Chapelle de' Franchis à San Domenico Maggiore.

Le tableau est commandé par Tommaso de' Franchis (ou de Franco) pour la chapelle familiale qui lui a été offerte par Ferdinand de Mantoue, dans la cour de l'église San Domenico Maggiore à Naples,,, pour laquelle il avait déjà réalisé Les Sept Œuvres de miséricorde pour la confraternité de Pio Monte della Misericordia.
Tommaso appartient à une maison noble d'origine génoise qui a fait fortune à Naples grâce à Vincenzo de' Franchis, président du Sacro regio consiglio (conseil royal). Certains de ses enfants sont au service de la cour espagnole, d'autres ont entrepris une carrière ecclésiastique, tandis que deux autres, Lorenzo et Girolamo, semblent avoir fait partie du gouvernement du Pio Monte della Misericordia. C'est probablement grâce à cette fonction que la famille entre en contact avec la peinture du Caravage.
Les notes de paiement remontent au 11 mai 1607, date à laquelle une somme égale à 100 ducats est remise par Tommaso de' Franchis pour la création d'un tableau (non précisé), contre une dépense totale convenue entre les parties s'élevant à 250 ducats. Le 28 mai suivant, un nouveau versement est effectué au peintre d'un peu plus de 40 ducats, qui se réfèrent probablement toujours au même tableau. On ne sait donc pas si ces deux paiements ont eu lieu à titre de solde ou d'avance pour l'œuvre, facteur pertinent puisque si la première hypothèse est vérifiée, la datation du tableau serait imputable au premier séjour napolitain du peintre lombard (1606-1607), comme le pensent la majorité des critiques modernes, tandis que si la seconde était vérifiée (comme le prétendait Roberto Longhi), il faudrait déplacer la datation au deuxième séjour napolitain (1610). 
La toile est commencée en mai-juin 1607, et possiblement retravaillée par Caravage en septembre-octobre 1609, puis en juin-juillet 1610 comme le démontrent les nombreux repentirs.
Une fois terminée, la toile est placée sur le maître-autel de la chapelle. En 1632, les de' Franchis achètent la première chapelle à gauche de l'église, la Capella della Flagellazione del Signore qui appartenait autrefois à la famille Spinelli de Taviano, et financent d'importants travaux de rénovation du lieu qui durent au moins jusqu'en 1652. Au cours de cette période, le tableau est donc probablement déplacé ailleurs, sans doute dans le palais familial de la ville, car les sources anciennes ne mentionnent jamais la toile, qui n'est signalée qu'en 1672 lorsque Giovanni Pietro Bellori la voit sur place et l'enregistre parmi les premières peintures réalisées par Le Caravage une fois arrivé à Naples. Carlo de Lellis, dans son Napoli Sacra de 1654, mais certainement écrit avant l'année de publication, décrit la nouvelle chapelle des Franchis en parlant exclusivement des marbres et des inscriptions présentes, tandis que le tableau ne trouve d'éloges que dans l'ouvrage réalisé plus tard (dans une période antérieure à 1684), où il le décrit comme « … la plus belle œuvre que cet illustre peintre ait jamais réalisée ».
En 1675, la Flagellation est documentée sur un mur latéral de la chapelle ; une statuette en bois de la Madonna del Rosario de Pietro Cesaro est installée à sa place à la demande des pères dominicains. Elle est ensuite déplacée de chapelle en chapelle, d'abord dans l'aile droite dédiée à saint Antoine Abbé entre la fin du XVIIIe et le début du XIXe siècle, puis dans celle de saint Stéphane au milieu du XVIIIe siècle, et ensuite, au XXe siècle, dans celle du Rosaire, respectivement le deuxième et le premier du mur de l'abside gauche, toujours dans l'église San Domenico Maggiore, sans jamais trouver de lieu définitif.  Au milieu du XVIIIe siècle, Bernardo de Dominici décrit l'œuvre de la manière suivante : « … nouvelle manière de cette terrible façon d’ombrager, la vérité de ces nus, la lumière ressentie sans beaucoup de reflets, firent rester surpris, non seulement les amateurs mais les professeurs très moyens en bonne partie…  ».
Après une troisième tentative de vol en  1972, la Flagellation est transportée pour des raisons de sécurité au musée de Capodimonte, où elle se trouve toujours, devenant le seul Caravage des collections. Elle est conservée au deuxième étage dans une salle dédiée où elle apparait seule. La propriété légale de l'œuvre reste la propriété du FEC (Ministère de l'Intérieur).

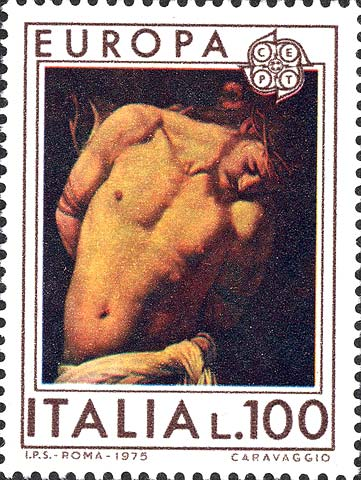
Figure du Christ utilisé pour le timbre Europa de 1975.

Le détail de la figure du Christ a été utilisé pour un timbre postal de 100 lires émis par la Poste Italiane le 29 avril 1975 dans le cadre du vingtième numéro de la série Europa.
Devant le succès de ce tableau, une nouvelle « Flagellation du Christ », commandée par le clergé local, est réalisée à La Valette (Malte) en 1608[réf. nécessaire].

## Description et style
Le tableau s'organise autour de la colonne à laquelle le Christ est attaché, située dans un lieu indéterminé, ressemblant à une grande pièce, où sont positionnés deux des bourreaux, un à droite et un derrière la colonne, dont les gestes précis et lents projettent le spectateur dans l'arrière-plan du tableau et vers le premier plan, où il retrouve le troisième des bourreaux, penché lie des fagots pour préparer un autre fouet. Le corps lumineux et robuste du Christ, dont la tête est couverte de la Sainte Couronne d'où coulent trois gouttes de sang, semble faire allusion à un mouvement dansant qui fait écho à la peinture maniériste et contraste avec les mouvements étranglés et secs de ses bourreaux.
Le Christ éclairé est placé au centre, sa lumière se propage sur ses trois bourreaux et très faiblement en haut sur la colonne que l'on distingue à peine derrière, et en bas, sur son embase. À son habitude, Le Caravage remplace les figures classiques par des visages plus bestiaux, révélant des chairs foncées, le tout dans un huis clos appuyé par son ténébrisme. La figure du personnage de gauche est semblable à celle du bourreau de sa Salomé avec la tête de saint Jean-Baptiste exécutée la même année (il pourrait s'agir du peintre lui-même).

## Analyse

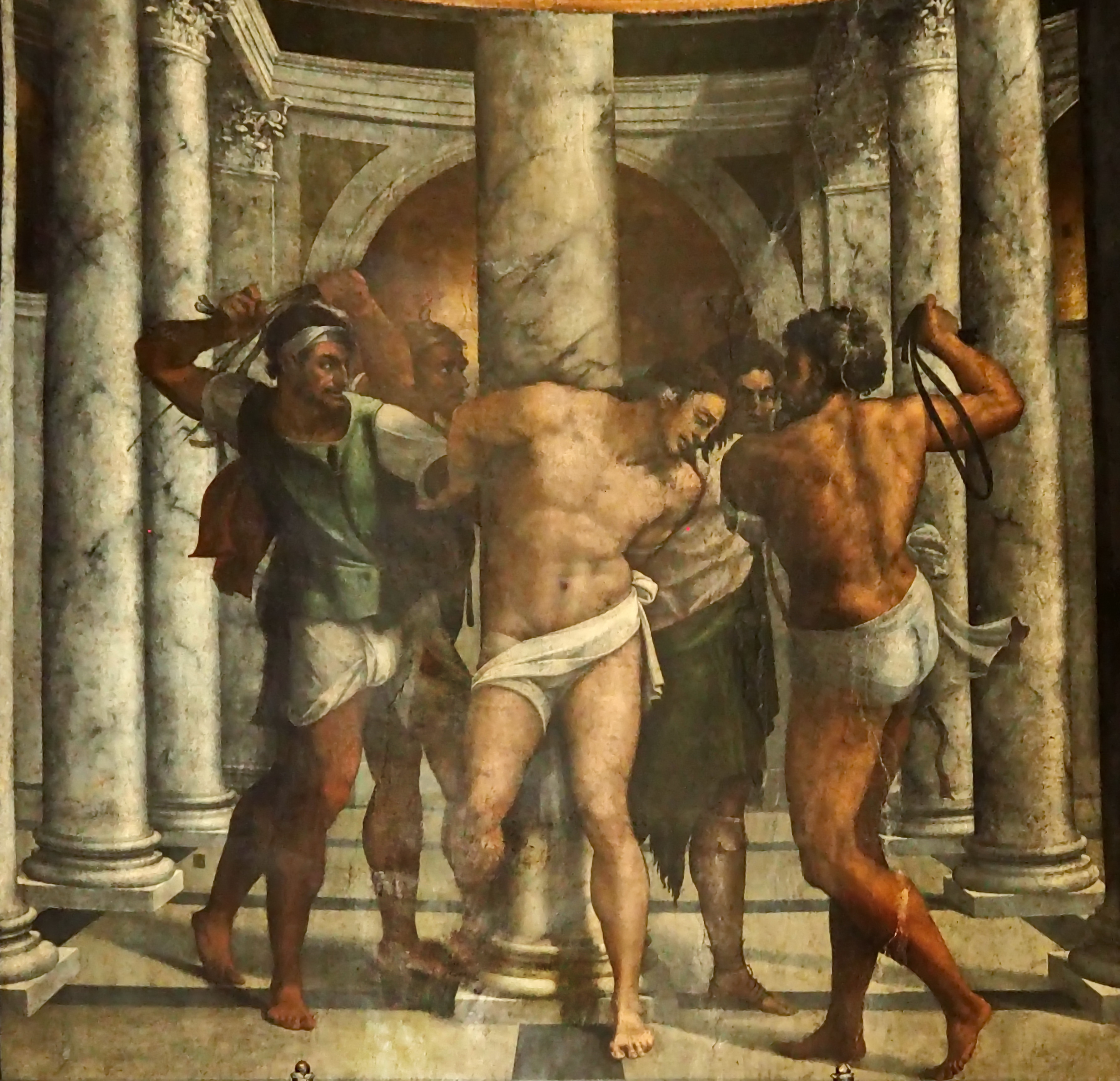
Sebastiano del Piombo, Flagellation, San Pietro in Montorio, Rome.

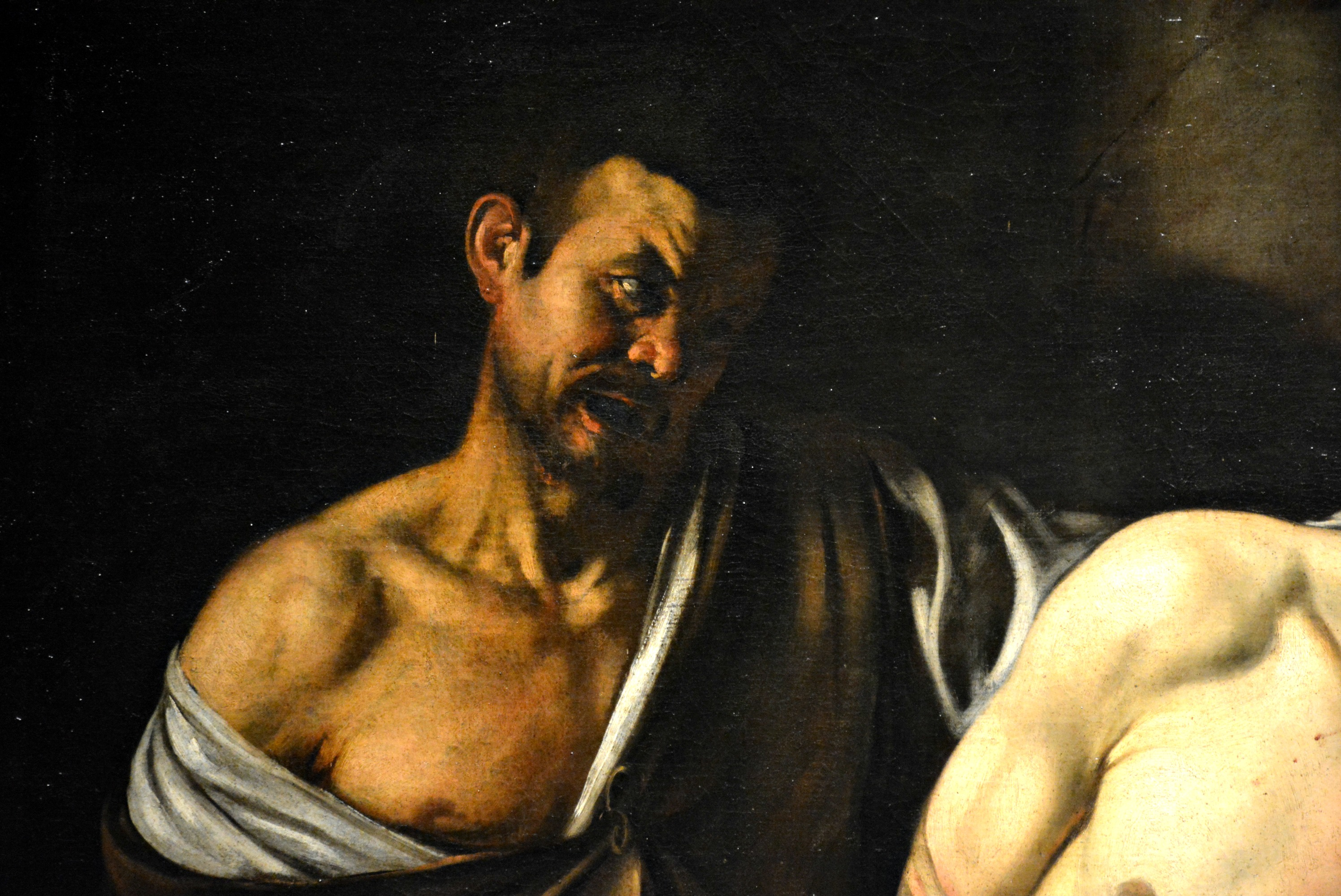
Détail du bourreau de la toile de Naples, figure également réutilisée dans la Flagellation de Rouen et dans la Salomé de Londres.

Comme pour de nombreuses autres œuvres commandées publiquement, le Caravage choisit d'adopter une solution plus conventionnelle et moins éloignée des canons de la peinture religieuse, faisant référence au tableau du même sujet peint des années plus tôt par Sebastiano del Piombo dans l'église San Pietro in Montorio et à plusieurs œuvres préalables de même iconographie de Federico Zuccari ou de Andrea Vaccaro dans l'église de la Pietà dei Turchini de Naples et dans la Staatsgalerie de château de Schleissheim. 
Si la composition reprend un modèle traditionnel utilisé par Raphaël, Giulio Romano et Titien, le traitement pictural est innovant. Le Christ se présente comme particulièrement humain et comme l'un des plus vrais jamais peints alors que les figures des bourreaux sont faites de peu de couleurs et presque sans dessin, comme peintes d'emblée. 
Dans la construction de la structure scénographique, la toile suit également Le Crucifiement de saint Pierre que Caravage lui-même a réalisée à Rome pour l'église Santa Maria del Popolo, avec deux personnages de chaque côté du protagoniste qui participent activement à l'action et un troisième au premier plan se penchant devant lui, tous cependant vêtus de vêtements contemporains de Caravage et non ceux de soldats romains. La différence entre la toile napolitaine et la toile romaine réside dans l'esprit avec lequel les bourreaux sont représentés : comme de simples hommes « forcés » à un travail fatigant dans la composition capitoline alors que dans la Flagellation, les bourreaux semblent conscients de la brutalité et la cruauté de l'acte qu'ils commettent. 
Cette peinture est le manifeste de la dernière manière caravagesque, qui se caractérise par une exécution rapide, délibérément antiacadémique : elle constitue une représentation non conventionnelle de la réalité humaine et naturelle, une nouvelle façon de peindre, figeant sur la toile, entre contrastes clairs et lacets d'ombre et de lumière, des fragments, ou plutôt des lambeaux de corps en mouvement capturés au moment le plus intense, avec une tension choquante non seulement physique, mais surtout psychique, émotionnelle et sentimentale. Les corps sortent de l'ombre et les traits physiques sont définis par la lumière presque aveuglante, soulignant avec beaucoup de drame l'événement raconté par le tableau. 
Le martyre du Christ n'est accompagné que de ses bourreaux sans aucun spectateur (ce qui pourrait expliquer le repentir pictural de la présence du commanditaire initialement esquissée) a contrario de l'iconographie du sujet qui place Ponce Pilate, Judas ou la Marie au moment de ce supplice. Cette scène de torture (flagellation) ne laisse bizarrement aucune trace sur le corps du Christ dont les lacérations des chairs que beaucoup de fidèles auront juré avoir vues ensuite. En éliminant tous les détails qui pourraient distraire l'observateur, Caravage transforme l'iconographie traditionnelle, dans l'esprit de Raphaël, en un fait divers. 
Des études de 1982 ont permis de retrouver, grâce à des examens aux rayons X, divers signes de repentirs et de repeintures, certains dans la partie inférieure, là où le bourreau courbé est légèrement tourné (à l'origine la jambe gauche actuelle représentait la jambe droite de l'homme) et surtout au niveau du pagne du bourreau de droite, où les radiographies ont révélé une tête d'homme qui a ensuite été effacée (probablement identifiable au client ou, moins plausible, à un frère dominicain). 
Des études plus approfondies ont ensuite mis en évidence que la toile est le résultat de la couture de trois pièces de tissu distinctes, deux de dimensions identiques avec une coupe horizontale qui sont réunies presque à la hauteur du nombril du Christ, et une autre de 17 cm de largeur et de longueur tout le long du bord de la toile, ajouté dans la marge droite, qui sert à compléter le pied du bourreau de droite avec la création de son talon (qui était à l'origine coupé). 
Comme c'est l'habitude chez Le Caravage, dans cette toile apparaissent les portraits de quelques hommes qu'il a connus, dans ce cas probablement rencontrés lors de son séjour napolitain, et qui sont également réutilisés dans d'autres œuvres, comme le bourreau de gauche dans le fond, qui est le même personnage que la version du Christ à la colonne aujourd'hui à Rouen et de Salomé avec la tête de saint Jean-Baptiste aujourd'hui à Londres.
Roberto Longhi considérait la Flagellation comme l'une des œuvres les plus poignantes du Caravage : « Une brutalité et une piété infinies s'y déchirent, [...] dans un contraste terrible, comme chez Rembrandt, une trentaine d'années plus tard. »
Elle demeure l'un des chefs-d'œuvre du Caravage les plus difficiles à copier et à égaler.

## Réception
Dès le début, l'œuvre est particulièrement appréciée par le milieu artistique napolitain, à tel point qu'une copie est demandée à Andrea Vaccaro, laquelle est encore aujourd'hui conservée dans la chapelle du Rosaire de l'église San Domenico Maggiore, où se trouvait la toile du Caravage avant son déménagement définitif au musée de Capodimonte.

## Postérité
La peinture fait partie du musée imaginaire de l'historien français Paul Veyne, qui le décrit dans son ouvrage justement intitulé Mon musée imaginaire.